# Hayward (Wisconsin)
Hayward é uma cidade localizada no estado norte-americano de Wisconsin, no Condado de Sawyer.

## Demografia
Segundo o censo norte-americano de 2000, a sua população era de 2129 habitantes.
Em 2006, foi estimada uma população de 2305, um aumento de 176 (8.3%).

## Geografia
De acordo com o United States Census Bureau tem uma área de 8,3 km², dos quais 7,7 km² cobertos por terra e 0,6 km² cobertos por água. Hayward localiza-se a aproximadamente 375 m acima do nível do mar.

## Localidades na vizinhança
O diagrama seguinte representa as localidades num raio de 28 km ao redor de Hayward.